# Karl Ludolf Griesbach

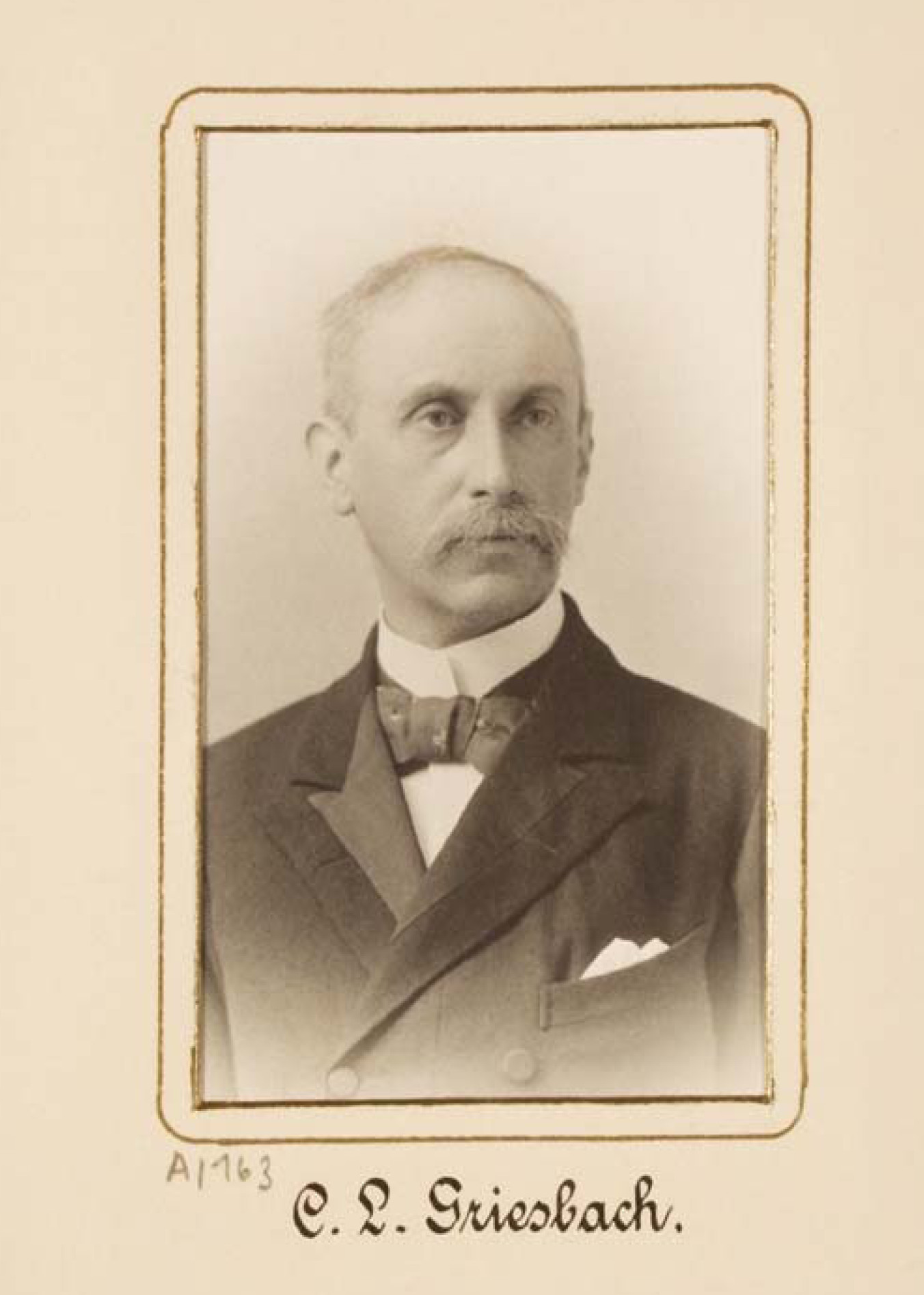
Carl Ludolf Griesbach (vor 1903)

Karl Ludolf Griesbach, auch Carl Ludolph Griesbach, (* 11. Dezember 1847 in Wien; † 13. April 1907 in Graz) war ein britischer Paläontologe und Geologe.

## Leben
Sein Vater war der Engländer Karl Griesbach und seine Mutter Sarah Wigge. Griesbach arbeitete 1867/68 für die österreichische geologische Landesaufnahme und leitete 1869/70 eine deutsche wissenschaftliche Expedition nach Portugiesisch-Ostafrika (Mosambik) und im benachbarten Natal. Seit 1871 war er in London und ab 1878 beim Geological Survey of India tätig.
Griesbach war dem 6. Bataillon der Royal Fusiliers beigetreten, bei denen er es zum Oberstleutnant (Lt. Colonel) brachte. 1880 war er im Sonderauftrag im 2. Anglo-Afghanischen Krieg (Schlacht von Girishk, Schlacht von Maiwand und zur Belagerung von Kandahar) eingesetzt. 1882/83 hielt Griesbach sich in Hundes, Spiti und im Garhwal Himalaya auf. 1869 heiratete er die Engländerin Emma Griesbach, Tochter des Pfarrers W. R. Griesbach in Millington, Yorkshire.
Von 1884 bis 1886 war er Geologe in der afghanischen Grenzkommission und 1888/89 als Geologe für den Emir von Afghanistan Abdur Rahman Khan tätig. Zwischen 1894 und 1903 stand Griesbach als Direktor dem Geological Survey of India vor.

## Mitgliedschaften und Ehrungen
Edward Timothy Tozer benannte das Griesbachium nach ihm.
Griesbach war zeitweilig Korrespondent der k. k. geologischen Reichsanstalt.

## Schriften
- Der Jura von Veit bei Wien. In: Jahrbuch der k. k. geologischen Reichsanstalt. 18, 1868, S. 122–130 (zobodat.at [PDF; 1 MB]).
- Der Jura von St. Veit bei Wien. In: Verhandlungen der k. k. geologischen Reichsanstalt. 1868, S. 54–55 (zobodat.at [PDF; 343 kB]).
- Kössener und Juraschichten im k. k. Thiergarten bei Wien. In: Verhandlungen der k. k. geologischen Reichsanstalt. 1868, S. 198–199 (zobodat.at [PDF; 339 kB]).
- Die Klippen im Wiener Sandstein. In: Jahrbuch der k. k. geologischen Reichsanstalt. 19, 1869, S. 217–224 (zobodat.at [PDF; 793 kB]).
- Bemerkungen über die Altersstellung des Wiener Sandsteins. In: Verhandlungen der k. k. geologischen Reichsanstalt. 1869, S. 292–295 (zobodat.at [PDF; 477 kB]).
- Ueber die geologischen Verhältnisse im Gebiete des k. k. Thiergartens. In: Verhandlungen der k. k. geologischen Reichsanstalt. 1869, S. 33–34 (zobodat.at [PDF; 332 kB]).
- Die Erdbeben in den Jahren 1867 und 1868: I. Alte Welt. In: Mittheilungen der kais. kön. geographischen Gesellschaft in Wien 12, 1869, S. 145–161 (online PDF; 1,0 MB).
- Die Erdbeben in den Jahren 1867 und 1868: II. Neue Welt. In: Mittheilungen der kais. kön. geographischen Gesellschaft in Wien 12, 1869, S. 195–232 (online PDF; 1,7 MB).
- Die Erdbeben in den Jahren 1867 und 1868: (Schluss). In: Mittheilungen der kais. kön. geographischen Gesellschaft in Wien 12, 1869, S. 263–272 (online PDF; 411 kB).
- Geologischer Durchschnitt durch Südafrica. In: Jahrbuch der k. k. geologischen Reichsanstalt. 20, 1870, Heft 4, S. 501–504 (online PDF; 280 kB).
- Zur Theorie der Erdbeben. In: Carinthia 60, 1870, S. 285–295.
- Briefliche Mittheilungen über Süd- und Ost-Afrika: Briefliche Mittheilung an Herrn Fr.v.Hauer. In: Verhandlungen der k. k. geologischen Reichsanstalt. 1870, S. 269–270 (zobodat.at [PDF; 324 kB]).
- Petrefactenfunde in Südafrika. In: Verhandlungen der k. k. geologischen Reichsanstalt. 1870, S. 75–76 (zobodat.at [PDF; 326 kB]).
- Briefliche Mittheilungen über Süd- und Ost-Afrika. In: Verhandlungen der k. k. geologischen Reichsanstalt. 1870, 1870, S. 269–270 (online PDF; 141 kB).
- On the geology of Natal in South Africa. In: The quarterly Journal of the Geological Society of London 27, 1871, S. 53–72 (online PDF; 2,8 MB).
- George Julius Scrope: Die Bildung der vulkanischen Kegel und Krater. Verlag Robert Oppenheim. Berlin 1873 (Übersetzung ins Deutsche) (online PDF; 6,6 MB).
- Geologische Skizzen aus Indien. In: Verhandlungen der k. k. geologischen Reichsanstalt. 1882, S. 116–122 (zobodat.at [PDF; 618 kB]).
- Geologische Notizen aus Afghanistan. In: Verhandlungen der k. k. geologischen Reichsanstalt. 1885, S. 314–315 (zobodat.at [PDF; 309 kB]).
- Mittheilung aus Afghanistan: Aus einem Schreiben an Dr. E. Tietze aus dem Lager der Afghan Boundary Commission d.d. 17. Jan. 1886. In: Verhandlungen der k. k. geologischen Reichsanstalt. 1886, S. 122–123 (zobodat.at [PDF; 322 kB]).

## Belege
1. ↑  Helmuth Zapfe: Index Palaeontologicorum Austriae (= Catalogus fossilium Austriae. Heft 15). Verlag der Österreichischen Akademie der Wissenschaften, Wien 1971, S. 39 (zobodat.at [PDF; 346 kB]).

| Personendaten    | Personendaten          |
| ---------------- | ---------------------- |
| NAME             | Griesbach, Karl Ludolf |
| ALTERNATIVNAMEN  | Griesbach, Carl        |
| KURZBESCHREIBUNG | britischer Geologe     |
| GEBURTSDATUM     | 11. Dezember 1847      |
| GEBURTSORT       | Wien                   |
| STERBEDATUM      | 13. April 1907         |
| STERBEORT        | Graz                   |